# Xenoophorus captivus
Xenoophorus captivus – gatunek ryby z rodziny żyworódkowatych (Goodeidae), jedyny przedstawiciel rodzaju Xenoophorus. Hodowana w akwariach.

## Występowanie
Jest rybą słodkowodną. Występuje w Meksyku, w dorzeczach rzeki Panuco. Preferuje wodę o temperaturze od 7 °C do 26 °C.

## Charakterystyka
Osiąga około 5 cm. Jest gatunkiem żyworodnym. Ciąża trwa 55 dni. Za jednym razem rodzi się zazwyczaj od 10 do 25 młodych. Młode mają od 10 do 15 mm długości.
Mają dużą płetwę grzbietową. Samce tworzą hierarchię, walczą o władzę, jednak zwykle nie odnoszą poważnych obrażeń.
Jest wszystkożernym gatunkiem. Żywi się zarówno pokarmem białkowym jak, również roślinnym.